# Морено, Чино
Ками́лло Вонг «Чи́но» Море́но (исп. Camillo Wong «Chino» Moreno; род. 20 июня 1973 года, Сакраменто, Калифорния) — американский музыкант, более известен как вокалист и гитарист группы Deftones. Также он является членом таких сторонних проектов, как Team Sleep, Crosses, Palms и Saudade.
Чино Морено хорошо известен своим ярким скримом и интонационным перепадам от гипнотического напева мелодии до драматичного тенора. В 2007-м году он занял 51-е место в «Top 100 Metal Vocalists of All Time» («Топ 100 метал-вокалистов всех времён») по версии американского музыкального магазина Hit Parader.

## Биография

### Ранние годы
Камилло Вонг Морено родился в Сакраменто, Калифорния, в семье отца-мексиканца и испано-китайской матери (оттуда и пошло его прозвище «Чино», что означает «Китаец» на испанском), где он был вторым ребёнком из пяти. Он рос на Оук-парке и учился в средней школе C. K. McClatchy High School, где с ним учились Эйб Каннингем и Стивен Карпентер, с которыми он и основал Deftones. До того, как стать профессиональным музыкантом, Чино подрабатывал в звукозаписывающей компании Tower Records.

## Музыкальная карьера

### Deftones
В августе 2000 года на торжественной церемонии Чино и его группе Deftones вручили ключ от города Сакраменто, на что Чино спросил: «И куда нас теперь пустят бесплатно?».

## Стиль, влияние
Музыка, повлиявшая на Чино, состоит из широкого спектра жанров и стилей, в частности таких групп, как The Cure, Bad Brains, PJ Harvey, The Smiths, My Bloody Valentine, Cocteau Twins, Duran Duran, The Smashing Pumpkins, Red Hot Chili Peppers, Depeche Mode, Helmet, Jawbox, Faith No More, Mr. Bungle, Hum, Kool Keith, Alice in Chains, Tool, Girls Against Boys, Jane's Addiction и Weezer. В интервью американскому журналу Revolver Чино назвал 5 не металических альбомов, которые оказали на него влияние: Pornography (The Cure), No Guitars (Helium), EP (Mogwai), Loveless (My Bloody Valentine) и Siamese Dream (The Smashing Pumpkins). Специально для электронного журнала The Quietus Чино в интервью перечислил 13 самых лучших альбомов: Small Craft on a Milk Sea (Брайан Ино), Sunset Mission (Bohren & der Club of Gore), Fever Ray (Fever Ray), Venus Luxure No. 1 Baby (Girls Against Boys), Turn on the Bright Lights (Interpol), You'd Prefer an Astronaut (Hum), Saturdays = Youth (M83), Black Noise (Pantha du Prince), Love Deluxe (Sade), Talkie Walkie (Air), Born to Mack (Too Short), The Blue Moods of Spain (Spain) и Standards Tortoise.

## Личная жизнь
У Чино есть двое сыновей от первого брака с Селестой Шрёдер: Джейкоб и Кристиан. В 2012-м году Чино женился на Рисе Мора, у пары есть дочь.

## Дискография

### В составеDeftones
- Adrenaline (1995, Maverick/Warner Bros. Records)
- Around the Fur (1997, Maverick/Warner Bros. Records)
- White Pony (2000, Maverick Records)
- Deftones (2003, Maverick Records)
- Saturday Night Wrist (2006, Maverick Records)
- Eros (записан в 2008-м, отменен)
- Diamond Eyes (2010, Reprise Records)
- Koi No Yokan (2012, Reprise Records)
- Gore (2016, Reprise Records)
- Ohms (2020, Reprise Records)

### В составе Team Sleep
- Team Sleep (2005, Maverick Records)
- Woodstock Sessions, Vol. 4 (2015, Woodstock Sessions)

### В составеCrosses
- EP † (2011, самиздат)
- EP †† (2012, самиздат)
- ††† (2014, Sumerian Records)

### В составеPalms
- Palms (2013, Ipecac Recordings)

### Сотрудничества
- «Wicked» — (кавер на Ice Cube) Korn, Life Is Peachy (1996)
- «Savory» — (кавер на Jawbox) Far, Soon (1997)
- «Will to Die» — Strife, In This Defiance (1997)
- «First Commandment» — Soulfly, Soulfly (1998)
- «Bender» — Sevendust, Home (1999)
- «(Rock) Superstar» — Cypress Hill, Skull and Bones (2000)
- «Danger Girl» — Tinfed, Tried + True(2000)
- «Pain» — Soulfly, Primitive (2000)
- «Things!» — Hesher, Hesher (2001)
- «Ashamed» — Томми Ли, Never a Dull Moment (2002)
- «Feed the World (Do They Know It’s Christmas)» feat. Far — (кавер на Band Aid) разные исполнители, A Santa Cause: It’s a Punk Rock Christmas (2003)
- «The Hours» — Handsome Boy Modeling School, White People (2004)
- «Red Sky» — Thrice, появился на концерте KROQ Almost Acoustic Christmas (2005)
- «Paralytic» и «Crashing Down» — Dead Poetic, Vices (2006)
- «Zombie Eaters» — (кавер на Faith No More) Ill Niño, The Undercover Sessions (2006)
- «Rock for Light» — Bad Brains, Family Compilation Vol. 3 (2006)
- «A Day in the Life of a Poolshark» — Idiot Pilot, Strange We Should Meet Here (2006)
- «Fistful of Nothing» — Atomic Six, Runs Astray (2007)
- «Vengeance is Mine» — Droid, Droid (2007)
- «Keep Calm and Carry On» — Зак Хилл, Astrological Straits (2008)
- «Wall» — Wagdug Futuristic Unity, HAKAI (2008)
- «Caviar» — Dance Gavin Dance, Dance Gavin Dance (2008)
- «Surrender Your Sons…» — Norma Jean, The Anti Mother (2008)
- «Reprogrammed to Hate» — Whitechapel, A New Era of Corruption (2010)
- «Only One» — Methods of Mayhem, A Public Disservice Announcement (2010)
- «If I Could» — Tech N9ne, All 6’s and 7’s (2011)
- «Right Outside» — Энтони Грин, Beautiful Things (2012)
- «RAZORS.OUT» — Майк Шинода и Джозеф Трапанес, саундтрек к фильму Рейд (2012)
- «Hexes» при уч. Bassnectar — tomandandy, саундтрек к фильму Обитель зла: Возмездие (2012)
- «Embers» — Lamb of God, VII: Sturm und Drang (2015)
- «Passenger» — Maynard James Keenan, Tool (2000)
- «Lift Off» - Mike Shinoda, Post Traumatic (2018)
- «GERONIMO» - Trippie Redd, Neon Shark Vs Pegasus (2021)
- «Bloodbath» - Polyphia, Remember That You Will Die (2022)